# VI Cuerpo de Ejército (Bando republicano)
El VI Cuerpo de Ejército fue una formación militar perteneciente al Ejército Popular de la República que luchó durante la Guerra Civil Española. Desplegado en los frentes de Madrid y Extremadura, tuvo un papel poco relevante a lo largo de la contienda.

## Historial
La unidad fue creada el 7 de abril en el seno del V Cuerpo de Ejército, quedando bajo el mando del coronel Adolfo Prada Vaquero. Tuvo su cuartel general en El Pardo, quedando integrado en el Ejército del Centro. En el verano de 1938 —en el contexto de las operaciones de la bolsa de Mérida— la formación fue profundamente reorganizada, pasando a quedar adscrita al Ejército de Extremadura. Cubría un frente que iba desde la confluencia de los ríos Tajo y Algodor hasta el río Guadiana, conectando con las fuerzas VII Cuerpo de Ejército. Su cuartel general se trasladó a Navahermosa.

## Mandos
Comandantes
- coronel Adolfo Prada Vaquero;
- teniente coronel Antonio Ortega;[5]
- teniente coronel Manuel Gallego Calatayud;[3]

Comisarios
- José Antonio Junco Toral, del PSOE;
- Emilio Rodríguez Sabio, del PSOE;[6]

Jefes de Estado Mayor
- teniente coronel Ramón Ruiz-Fornells;[7]
- teniente coronel Luis Fernández Ortigosa;

## Orden de Batalla
| Fecha              | Ejército adscrito       | Divisiones integradas | Frente de batalla |
| Junio de 1937      | Ejército del Centro     | 5.ª, 7.ª, 8.ª         | Tajo-Jarama       |
| Diciembre de 1937  | Ejército del Centro     | 8.ª, 10.ª             | Tajo-Jarama       |
| Abril de 1938      | Ejército del Centro     | 5.ª, 10.ª, 8.ª        | Tajo-Jarama       |
| 5 de junio de 1938 | Ejército del Centro     | 10.ª, 15.ª y 65.ª     | Tajo-Jarama       |
|                    |                         |                       |                   |
| Noviembre de 1938  | Ejército de Extremadura | 29.ª, 36.ª, 71.ª      | Extremadura-Tajo  |